# Integratieve kindertherapie
Het vak Integratieve kindertherapie is een alternatieve vorm van psychotherapie ontwikkeld door Charlotte Visch aan de Nederlandse Academie voor Psychotherapie (NAvP).
Volgens Visch zijn er zeven "verklaringsmodellen": medisch model, stressmodel, cognitief model, psychodynamisch model, humanistisch model, communicatiemodel en transpersoonlijk model.
Beoogd wordt om waar mogelijk in alle "dimensies" (emotionele, mentale, gedragsmatige, spirituele, somatische en sociale) een veranderingsproces te realiseren.